# Barbara Degani

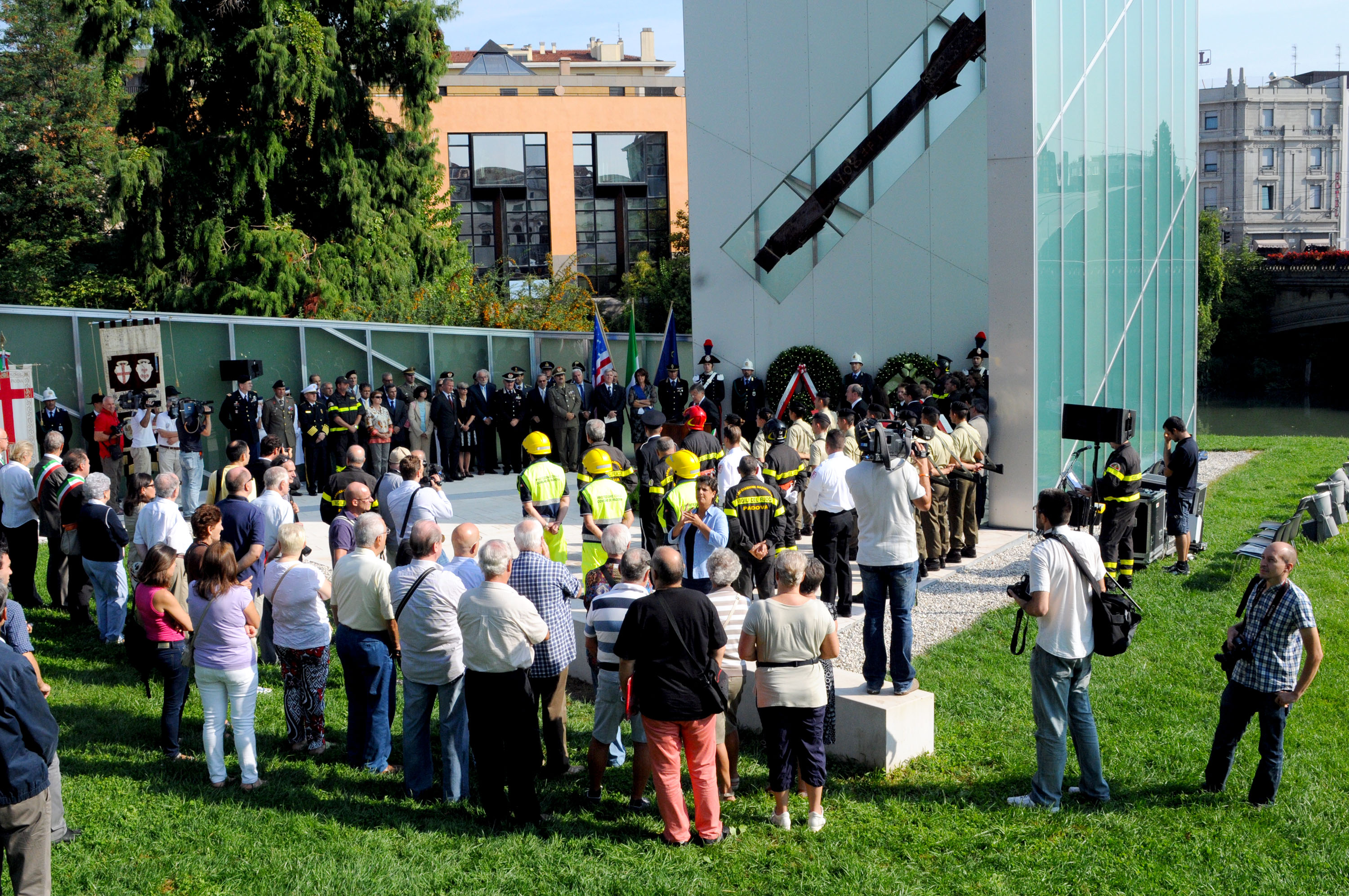
Barbara Degani mentre presenzia alla cerimonia di commemorazione per le vittime dell'11 settembre.

Barbara Degani (Torino, 11 agosto 1966) è una politica italiana, ex presidente della provincia di Padova e Sottosegretario di Stato al Ministero dell'ambiente e della tutela del territorio e del mare nei governi Renzi e Gentiloni.

## Biografia
Barbara Degani è cresciuta a Padova; entra in politica nel 1994 aderendo a Forza Italia. Nel 1996 è diventata capo della segretario regionale del partito Giorgio Carollo. Eletta al Consiglio Regionale del Veneto nel 2000 ha fatto parte della commissione Statuto per riscrivere le regole statutarie del Veneto. Successivamente è stata riconfermata nel 2005 raccogliendo circa 13 000 preferenze. Durante il suo secondo mandato in Consiglio Regionale ha presieduto la Prima commissione Affari istituzionali, bilancio, controllo, enti locali, personale e programmazione. Nel 2009 è stata eletta presidente della Provincia di Padova per Il Popolo della Libertà, in coalizione con la Lega Nord, con il 53,8% dei voti battendo il candidato di centrosinistra.
Dal 2009 ad oggi è stata Vice Presidente dell'Unione Province del Veneto – UPI Veneto e dal  2012 ha rivestito il ruolo di Rappresentante UPI Nazionale nella Conferenza Stato – Città ed Autonomie Locali. Dal 2010 a Marzo 2013 ha rivestito il ruolo di Consigliere di Amministrazione nella Società Autostrade BS-VR-VI-PD SpA.
Nel novembre del 2013, in seguito alla sospensione dell'attività del Popolo della Libertà decide di aderire al Nuovo Centrodestra di Angelino Alfano.

### Sottosegretario di stato al Ministero dell'Ambiente e della Tutela del Territorio e del Mare
Il 28 febbraio 2014 il consiglio dei Ministri approva la nomina di Barbara Degani a Sottosegretario di Stato all'ambiente del Governo Renzi in quota Nuovo Centrodestra. Assieme al Ministro Gian Luca Galletti e al Sottosegretario Silvia Velo va a completare la squadra che guiderà il dicastero durante il Governo Renzi.
Durante il suo incarico ha ha da subito dedicato molto tempo al tema del riciclaggio intervenendo tramite delle campagne di sensibilizzazione dirette alle scuole e alle amministrazioni comunali. In particolare si è occupata dell'inserimento all'interno del ddl del governo "Buona Scuola" dell'Educazione Ambientale, che dall'anno scolastico 2015/2016 sarà una nuova materia d'insegnamento distribuita tra le materie già esistenti.
Tra le deleghe assegnatele compare quella all'educazione ambientale, allo sviluppo sostenibile e alla tutela delle biodiversità. In merito a quest'ultima il 15 settembre 2014 ha inaugurato, assieme alla collega Ilaria Borletti Buitoni e alle autorità locali, il giardino delle biodiversità contenuto all'interno dell'Orto Botanico di Padova. Il 6 luglio 2014 ha rappresentato il Governo Italiano durante l'inaugurazione dell parco Riserva della Biosfera Transfrontaliero sul Monviso a cui era presente il Ministro dell'Ambiente Francese Ségolène Royal. Il 17 dicembre dello stesso anno durante la tredicesima conferenza delle Alpi ha chiuso il biennio di Presidenza italiano della Convenzione delle Alpi.
Il 29 dicembre 2016 viene riconfermata come sottosegretario nel medesimo dicastero dal neo premier Paolo Gentiloni.

## Vita privata
Sposata, ha una figlia.